# Rivellia winifredae
Rivellia winifredae är en tvåvingeart som beskrevs av Osamu Namba 1956. Rivellia winifredae ingår i släktet Rivellia och familjen bredmunsflugor. Inga underarter finns listade i Catalogue of Life.